# Tazzie Colomb
Tazzie Colomb (Nueva Orleans, Luisiana; 20 de agosto de 1966) es una culturista profesional y levantadora de pesas estadounidense.

## Biografía
Tazzie se describió como una chica católica y fue una atleta de alto nivel en St. Pius y Cabrini. Nunca fue a la universidad. Su padre ha fallecido y tiene dos hermanas mayores, con las que no se habla.

## Carrera de potencista

### Historial competitivo
- 1999 - Women's Extravaganza Strength Show - 2.º puesto
- 2001 - Women's Extravaganza Strength Show - 6.º puesto
- 2002 - Women's Extravaganza Strength Show - 6.º puesto[9]

## Carrera como culturista

### Amateur
En 1988, Tazzie debutó a nivel nacional en los Nacionales Juveniles de la NPC, quedando en noveno lugar en la división femenina de peso pesado. En 1992, ganó la general femenina en los Campeonatos de Estados Unidos de la NPC y se clasificó como profesional de la IFBB.

### Profesional
En la Ms. Internacional del año 2000, Tazzie e Iris Kyle fueron descalificadas por el uso de diuréticos. En 2007, ganó la categoría de peso pesado en el Supershow de la IFBB Europa. A lo largo de su carrera ha asistido cuatro veces a la Ms. Olympia. Es una de las culturistas profesionales de la IFBB que más tiempo lleva compitiendo. Ha quedado entre los cinco primeros puestos 13 veces en su carrera profesional de culturismo hasta 2013, cuando decidió retirarse.

### Historial competitivo
- 1996 - NPC Teen USA - 2.º puesto (HW)
- 1998 - NPC Junior Nationals - 9.º puesto (HW)
- 1999 - NPC Eastern Seaboard - 2.º puesto (HW)
- 2000 - NPC Junior Nationals - 4.º puesto (HW)
- 2001 - NPC USA Championships - 3.º puesto (HW)
- 2003 - IFBB North American Championships - 2.º puesto (HW)
- 2005 - NPC USA Championships - 1.º puesto (HW y overall)
- 2006 - IFBB Jan Tana Pro Classic - 11.º puesto
- 2006 - IFBB Jan Tana Pro Classic - 3.º puesto
- 2006 - IFBB Jan Tana Pro Classic - 3.º puesto
- 2006 - IFBB Ms. International - 3.º puesto
- 2006 - IFBB Ms. Olympia - 17.º puesto
- 2007 - IFBB Ms. International - 5.º puesto (HW) (posteriormente descalificada)
- 2007 - IFBB Europa Supershow - 1.º puesto (HW)
- 2008 - IFBB Ms. Olympia - 12.º puesto
- 2008 - IFBB Ms. International - 11.º puesto
- 2009 - IFBB New York Pro Championships - 6.º puesto
- 2010 - IFBB Battle of Champions - 8.º puesto
- 2011 - IFBB Battle of Champions - 4.º puesto
- 2012 - IFBB Battle of Champions - 4.º puesto
- 2012 - IFBB Chicago Pro Championships - 4.º puesto
- 2012 - IFBB Tampa Pro Championships - 7.º puesto
- 2013 - IFBB Ms. International - 9.º puesto
- 2013 - IFBB Tampa Pro Championships - 13.º puesto[7][12]

## Vida personal
Tazzie vive en Nueva Orleans (Luisiana), su ciudad natal. Ha sido la entrenadora personal de Aaron Neville.